# Conseil culturel mondial
Le Conseil culturel mondial (CCM) est une organisation internationale à but non lucratif (OING), avec son siège au Mexique, dont les objectifs sont de promouvoir la culture, les valeurs d’humanisme et la coopération à travers le monde.
Elle accorde le prix mondial des sciences Albert-Einstein, le prix mondial de l'éducation José-Vasconcelos et le prix mondial des arts Léonard de Vinci à des personnalités remarquables dont le travail a eu un impact positif significatif sur l'héritage culturel de l'humanité. 
Les membres du Conseil comprennent plusieurs lauréats du prix Nobel. C'est en 1982, sur l'inspiration de 124 éminents universitaires, présidents d'université et dirigeants d'organisations du monde entier, que le CCM a été fondé et, en 1984, la première cérémonie de remise des prix a eu lieu. 
Le Conseil culturel mondial est constitué d'un organe directeur dirigé par un président d'honneur (actuellement Prof. Omar Yaghi, un vice-président, un directeur exécutif, un secrétaire général, et un comité interdisciplinaire composé de personnalités scientifiques, artistiques et éducatives mondialement reconnues. Le comité interdisciplinaire évalue annuellement les candidats désignés pour participer aux prix Albert-Einstein, José-Vasconcelos et Leonardo-da-Vinci.

## Cérémonies de remise de prix
| Année | Lauréats                                                              | Hôte de la cérémonie                                                                            | Site de cérémonie                                                                     | Pays hôte de la cérémonie | Date de la cérémonie | Références |
| ----- | --------------------------------------------------------------------- | ----------------------------------------------------------------------------------------------- | ------------------------------------------------------------------------------------- | ------------------------- | -------------------- | ---------- |
| 2025  | Mercouri G. Kanatzidis                                                | CCM                                                                                             | Auditorium du Musée MARCO, Monterrey                                                  | Mexique                   | 22 octobre 2025      | ,          |
| 2024  | Eske Willerslev, Cónal Creedon                                        | Université McGill                                                                               | Université McGill, Montreal                                                           | Canada                    | 23 octobre 2024      | ,          |
| 2023  | Christoph Gerber, Larry V. Hedges                                     | Université de Helsinki                                                                          | Université de Helsinki, Helsinki                                                      | Finlande                  | 2-3 novembre 2023    | ,          |
| 2022  | J. Meejin Joon, Claudia Mitchell, Victoria M. Kaspi                   | Université de Coimbra                                                                           | Université de Coimbra, Coimbra                                                        | Portugal                  | 29-30 novembre 2022  | ,          |
| 2019  | Zhong Lin Wang, Paulo Branco                                          | Université de Tsukuba                                                                           | Université de Tsukuba, Tsukuba                                                        | Japon                     | 4 octobre 2019       | ,          |
| 2018  | Jean-Pierre Changeux, Malik Mâaza                                     | Université municipale de Hong Kong                                                              | Université municipale de Hong Kong, Hong Kong                                         | Chine                     | 8 november 2018      | [ 12 ]     |
| 2017  | Omar M. Yaghi, Russell Hartenberger                                   | Université de Leyde                                                                             | Église Saint-Pierre de Leyde                                                          | Pays-Bas                  | 8 novembre 2017      | ,          |
| 2016  | Edward Witten, Kalevi Ekman                                           | Université technique de Riga                                                                    | Bibliothèque nationale de Lettonie, Riga                                              | Lettonie                  | 14 octobre 2016      | [ 15 ]     |
| 2015  | Ewine van Dishoeck, Milton Masciadri                                  | Université de Dundee                                                                            | Caird Hall, Dundee, Écosse                                                            | Royaume-Uni               | 19 novembre 2015     | ,          |
| 2014  | Philip Cohen, Federico Rosei                                          | Université Aalto                                                                                | Otakaari 1 Building, Université Aalto, Espoo, Otaniemi                                | Finlande                  | 17 novembre 2014     | ,          |
| 2013  | Paul Nurse, Petteri Nisunen, Tommi Grönlund                           | Université de Technologie de Nanyang                                                            | Nanyang Auditorium, Université de technologie de Nanyang, Singapour                   | Singapour                 | 2 octobre 2013       | ,          |
| 2012  | Michael Grätzel, Hans Ulrich Gumbrecht                                | Université d'Aarhus                                                                             | The Main Hall, université d'Aarhus, Aarhus                                            | Danemark                  | 18 avril 2012        | ,          |
| 2011  | Geoffrey Ozin, Todd Siler                                             | Université de Tartu                                                                             | Salle de réunion, Université de Tartu, Tartu                                          | Estonie                   | 10 novembre 2011     | ,          |
| 2010  | Julio Montaner, Christian Azar                                        | Université autonome de l'Etat du Mexique                                                        | Salle Adolfo López Mateos, Université autonome de l'Etat du Mexique, Toluca           | Mexique                   | 8 décembre 2010      | ,          |
| 2009  | John T. Houghton, Marcell Jankovics                                   | Université de Liège                                                                             | Salle Académique, Université de Liège, Liège                                          | Belgique                  | 25 novembre 2009     | ,          |
| 2008  | Ada Yonath, William G. Bowen                                          | Université de Princeton                                                                         | Richardson Auditorium, Alexander Hall, Université de Princeton, Princeton, New Jersey | États-Unis                | 11 novembre 2008     | ,          |
| 2007  | James Fraser Stoddart, Anne Moeglin-Delcroix                          | Université Autonome du Nuevo León                                                               | Théâtre universitaire, Campus Mederos, Monterrey                                      | Mexique                   | 24 novembre 2007     | [ 44 ]     |
| 2006  | Ahmed Zewail, Marlene Scardamalia                                     | Institut Polytechnique National                                                                 | Salle Manuel M. Ponce, Palais des beaux-arts de Mexico, Mexico                        | Mexique                   | 28 octobre 2006      | ,          |
| 2005  | John Joseph Hopfield, Enrique Norten                                  | Université agraire autonome Antonio Narro                                                       | Théâtre Fernando Soler, Saltillo                                                      | Mexique                   | 12 novembre 2005     | ,          |
| 2004  | Ralph J. Cicerone, David Attenborough                                 | Université de Liège                                                                             | Amphithéâtres de l’Europe, Université de Liège, Liège                                 | Belgique                  | 8 novembre 2004      | ,          |
| 2003  | Martin Rees, Otto Piene                                               | Université d'Helsinki, Association scientifique finlandaise, Bibliothèque nationale de Finlande | Bibliothèque nationale de Finlande, Université d'Helsinki, Helsinki                   | Finlande                  | 17 novembre 2003     | ,          |
| 2002  | Daniel H. Janzen, Jeannie Oakes                                       | Trinity College, Dublin                                                                         | Examination Hall, Trinity College, Dublin                                             | Ireland                   | 14 novembre 2002     | ,          |
| 2001  | Niels Birbaumer, Edna Hibel                                           | Université d'Utrecht                                                                            | Academiegebouw, Utrecht                                                               | Pays-Bas                  | 21 novembre 2001     | [ 58 ]     |
| 2000  | Frank Fenner, Zafra M. Lerman                                         | Université du Witwatersrand                                                                     | Great Hall, Université du Witwatersrand, Johannesbourg                                | Afrique du Sud            | 1 novembre 2000      | [ 59 ]     |
| 1999  | Robert Weinberg, Magdalena Abakanowicz                                | Université norvégienne de sciences et de technologie                                            | Bâtiment principal, Université norvégienne de sciences et de technologie, Trondheim   | Norvège                   | 11 novembre 1999     | ,          |
| 1998  | Charles R. Goldman, Robert Yager                                      | Université Victoria de Wellington                                                               | Hunter Building, Wellington                                                           | Nouvelle-Zélande          | 19 novembre 1998     | ,          |
| 1997  | Jean-Marie Ghuysen                                                    | Université Chulalongkorn                                                                        | Auditorium principal, Université Chulalongkorn, Bangkok                               | Thaïlande                 | 12 novembre 1997     | ,          |
| 1996  | Alec Jeffreys, Roger Gaudry                                           | Université d'Oxford                                                                             | Salle Voltaire, Institution Taylor, Oxford                                            | Royaume-Uni               | 23 novembre 1996     | [ 66 ]     |
| 1995  | Herbert Jasper, Robert Rauschenberg                                   | Institut national des beaux arts et de littérature, Secrétariat de la Culture                   | Palais des beaux-arts de Mexico, Mexico                                               | Mexique                   | 16 décembre 1995     | [ 67 ]     |
| 1994  | Frank Sherwood Rowland, Joseph O'Halloran                             | CODATA, ICSU, UNESCO                                                                            | Le Manège, Chambéry                                                                   | France                    | 19 septembre 1994    | ,          |
| 1993  | Ali Javan                                                             | Présidence de la République Mexicaine                                                           | Palais des beaux-arts de Mexico, Mexico                                               | Mexique                   | 19 décembre 1993     | [ 70 ]     |
| 1992  | Raymond U . Lemieux, Elliot Eisner                                    | Conseil national de recherches Canada                                                           | Le bâtiment Lester B. Pearson, Ottawa                                                 | Canada                    | 27 novembre 1992     | [ 71 ]     |
| 1991  | Albrecht Fleckenstein                                                 | Université Nationale Australienne                                                               | Le bâtiment du chancelier, Université nationale australienne, Canberra                | Australie                 | 14 novembre 1991     | [ 72 ]     |
| 1990  | Gustav Nossal, Lev Shevrin                                            | École Polytechnique Fédérale de Zurich                                                          | Salle Cupola, École polytechnique fédérale de Zurich, Zurich                          | Suisse                    | 22 novembre 1990     | [ 73 ]     |
| 1989  | Martin Kamen, Groupe de préservation de l'Acropole d'Athènes en Grèce | Institut de Technologie du Massachusetts                                                        | Edgerton Hall, Institut de technologie du Massachusetts, Cambridge                    | États-Unis                | 8 novembre 1989      | [ 74 ]     |
| 1988  | Margaret Burbidge, Gilbert De Landsheere                              | Institut Polytechnique National                                                                 | Palais des beaux-arts de Mexico, Mexico                                               | Mexique                   | 19 novembre 1988     | ,          |
| 1987  | Hugh Huxley                                                           | Université de Heidelberg                                                                        | Alte Aula, Université de Heidelberg, Heidelberg                                       | Allemagne de l'Ouest      | 26 novembre 1987     | [ 77 ]     |
| 1986  | Monkombu Swaminathan                                                  | Université de Guadalajara                                                                       | Théâtre Degollado, Guadalajara                                                        | Mexique                   | 6 novembre 1986      | [ 78 ]     |
| 1985  | Werner Stumm, Dolores Hernandez                                       | Institut Royal de Technologie                                                                   | Kollegiesalen, Stockholm                                                              | Suède                     | 21 novembre 1985     | [ 79 ]     |
| 1984  | Ricardo Bressani                                                      | Conseil Culturel Mondial                                                                        | Auditorium de San Pedro, San Pedro Garza García, Monterrey                            | Mexique                   | 29 novembre 1984     | [ 80 ]     |